# 놀러오세요 동물의 숲
《놀러오세요 동물의 숲》은 닌텐도가 닌텐도 DS용으로 개발한 커뮤니케이션 게임이다. 동물의 숲 시리즈의 네 번째 작품이다. 일본에서는 일본어: 《おいでよ どうぶつの森》 오이데요 도부츠노모리[*]라는 제목으로, 일본과 대한민국을 제외한 해외에서는 영어: Animal Crossing: Wild World 애니멀 크로싱: 와일드 월드[*]라는 제목으로 발매되었다. 또한, 본 작품은 대한민국에서는 한국닌텐도를 통하여 최초로 정식 발매된 동물의 숲 시리즈의 게임이며, 송혜교가 광고 모델로 기용되었다.
2009년 3월, 《놀러오세요 동물의 숲》은 마리오 카트 DS, 뉴 슈퍼 마리오브라더스 등 82종의 작품과 함께 밀리언 셀러를 기록했다.

## 개요
본 작품은 이전 시리즈와 마찬가지로 마을에서 자신의 인생을 살아가는 것이다. 닌텐도 DS의 특징인 듀얼 스크린과 터치 기능, 무선 통신 기능과 닌텐도 와이파이 커넥션을 적절히 활용하였다.
== 게임 플레이 
게임을 시작하게 되면 운전수가 이름, 성별 등을 물어보는데 거기에서 캐릭터의 이름, 성별, 생김새가 결정된다. 마을에 도착하면 '너굴'이라는 캐릭터가 대출금 이야기와 알바 이야기를 하면서 게임이 본격적으로 시작된다.

## 관련된 다른 작품
- 영화

- 본 작품을 원작으로 하는 영화, 《극장판 동물의 숲》이 2006년 12월 16일 개봉되었다.

## 평가
| 통합 점수          | 통합 점수 |
| 통합사             | 점수      |
| ------------------ | --------- |
| 게임랭킹스         | 86%       |
| 메타크리틱         | 86/100    |
| 평론 점수          |           |
| 평론사             | 점수      |
| 1UP.com            | A         |
| CVG                | 9.0/10    |
| EGM                | 7.8/10    |
| 유로게이머         | 8/10      |
| 패미츠             | 37/40     |
| 게임프로           | [ 9 ]     |
| 게임스팟           | 8.4/10    |
| 게임스파이         | [ 11 ]    |
| IGN                | 8.8/10    |
| 닌텐도 파워        | 9.5/10    |
| 닌텐도 월드 리포트 | 9.5/10    |

| 수상            | 수상                       |
| 평론사          | 수상                       |
| --------------- | -------------------------- |
| IGN             | Editors' Choice Award      |
| IGN             | Best DS Online Game (2005) |
| Parents' Choice | 2006 Video Game Award      |